# Clorură de acil

Structura chimică generală a clorurilor de acil

În chimia organică, o clorură de acil (cunoscută și ca clorură acidă) este un compus organic care conține grupa funcțională -COCl. Forma generală a compușilor se scrie RCOCl, unde R poate fi un rest de hidrocarbură sau o catenă laterală. Sunt derivați ai acizilor carboxilici reactivi. Un exemplu specific de clorură acidă este clorura de acetil, CH3COCl. Clorurile de acil sunt cele mai importante halogenuri de acil.

## Nomenclatură
Clorurile de acil sunt denumite prin înlocuirea termenului acid ...-ic cu clorură de ... din numele acidului carboxilic corespunzător. Astfel:
clorură de acetil CH3COCl
clorură de benzoil C6H5COCl